# Woodstock (New York)
Pour les articles homonymes, voir Woodstock.
Woodstock est une ville située dans le comté d'Ulster dans l'État de New York aux États-Unis. Selon le recensement de 2010, la ville compte 5 793 habitants.

## Histoire
La ville de Woodstock a été créée en 1829. Elle a toujours été considérée comme une communauté active d'artistes au XIXe et au début du XXe siècle, accueillant notamment un grand nombre de peintres appartenant à l'Hudson River School, nommée la colonie d'artistes de Woodstock. Sa réputation de centre d'art a contribué à l'organisation du festival de Woodstock en août 1969. Des peintres américains comme E. Charlton Fortune et Spencer Trask furent connus pour utiliser la rencontre de Woodstock.

## Géographie
Selon le Bureau des recensements (United States Census Bureau), la ville a une superficie de 175,8 km2. Elle est composée de 174,8 km2 de terre et de 0,9 km2 d'eau (soit 0,53 %).

## Hameaux et lieux-dits
- Bearsville - un hameau à la jonction des routes 212 et 45
- Byrdcliffe - un hameau à la jonction des routes 212 et 33
- Lake Hill - un hameau sur la route 33
- Meads - un lieu-dit au nord du hameau de Woodstock
- Montoma - un lieu-dit près de la ville d'Hurley
- Shady - un hameau au nord de Byrdcliffe sur la route 212
- Willow - un hameau dans le nord-est de la ville sur la route 212
- Wittenberg - un hameau à la jonction des routes 40 et 45
- Woodstock - le hameau de Woodstock est le principal centre de service de la ville.
- Zena - un hameau situé dans l'est de Woodstock

## Art et musique
La ville est célèbre pour avoir prêté son nom au festival de Woodstock, qui se déroula cependant à Bethel (Sullivan County, New York).
La colonie d'artiste de Byrdcliffe (« Byrdcliffe Colony (en) ») créée en 1903 est la plus vieille nation [Quoi ?] des colonies des arts et métiers. C'est cela qui a amené les premiers artistes à Woodstock pour enseigner et produire, c'est ainsi que fut établie la première école de peinture de Woodstock. Brydcliffe a changé pour toujours la face culturelle de la ville de Woodstock.
L'association des artistes de Woodstock (Woodstock Artists Association) est la plus vieille organisation de ce genre dans le pays et les artistes de Byrdcliffe furent les instruments de sa création.
Le « Woodstock Guild », également fondé par les artistes de Byrdcliffe en 1939, est maintenant l'organisateur de la colonie de Byrdcliffe. C'est une organisation multiculturelle qui sponsorise les expositions, les cours, les concerts, les évènements de danse et de théâtre et qui dirige le plus vieux magasin d'artisanat de Woodstock, la galerie « Fleur de Lis » qui rassemble plus de soixante artistes. Byrdcliffe fait partie du registre national des lieux historiques et est un paradis pour les artistes d'aujourd'hui.